# Bauler
Bauler é um município da Alemanha localizado no distrito de Ahrweiler, no estado da Renânia-Palatinado. É membro da associação municipal de Verbandsgemeinde Adenau.

## Demografia
Evolução da população (em 31 de dezembro de cada ano):
| - 1815 — 100 - 1835 — 83 - 1871 — 99 - 1905 — 83 - 1939 — 74 - 1950 — 72 | - 1961 — 72 - 1965 — 79 - 1970 — 78 - 1975 — 78 - 1980 — 64 - 1985 — 61 | - 1987 — 58 - 1990 — 52 - 1995 — 56 - 2000 — 48 - 2005 — 39 |

 Datenquelle: Statistisches Landesamt Rheinland-Pfalz